# 趙日中
趙日中，號瀛乔，河南衛輝府獲嘉縣軍籍，明末政治人物。

## 生平
萬曆三十四年（1606年）丙午科河南鄉試第二十七名舉人，四十四年（1616年）丙辰科進士，户部觀政，初授长子县知县，四十六年本省同考，迁户部山西司主事，丁憂歸。

## 家族
曾祖趙真，壽官。祖父趙仲義。父趙南。